# 完全活性空間摂動理論

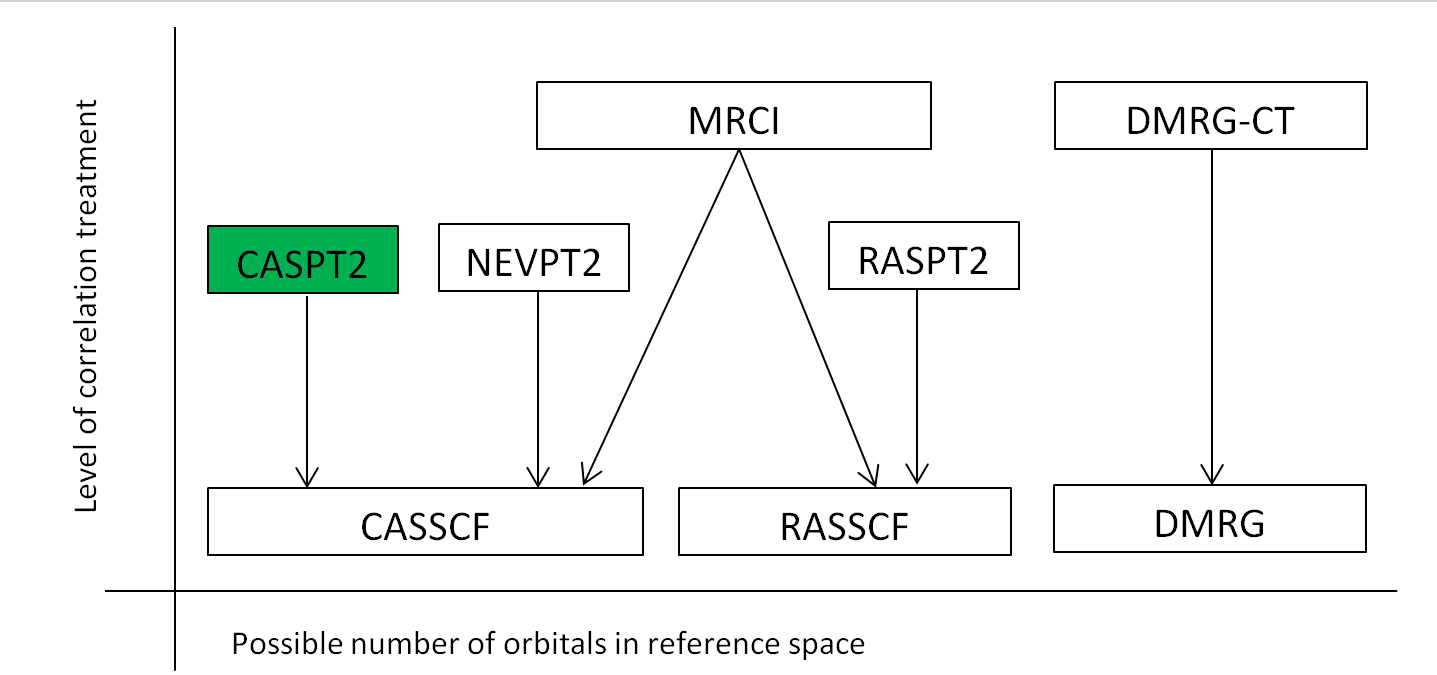
いくつかの多参照波動関数法の相互依存性を示した図。CASPTn法のCASSCFへの依存性が示されている。

完全活性空間摂動理論（かんぜんかっせいくうかんせつどうりろん、英: Complete active space perturbation theory、略称: CASPTn）は、分子系、特に遷移金属、ランタノイド、アクチノイドといった重原子を含む系の計算による解析のための多参照電子相関法である。例として、単一参照法や密度汎関数法が使用できない時や、準相対論的アプローチが適切でない重原子系について系の電子状態を記述するために使うことができる。
CASPTnといった摂動法は分子系の記述に成功しているものの、妥当な出発点を与えるためにハートリー–フォック波動関数をまだ必要とする。摂動理論は、最高被占分子軌道（HOMO）および最低空分子軌道（LUMO）が縮退していたならば収束に到達することができない。したがって、CASPTn法は、近縮退相関効果を避けるために多配置自己無撞着場（MCSCF）法と併せて大抵使用される。

## 歴史
1960年代初頭、量子力学応用において摂動論が導入された。以後、Gaussianといったソフトウェアを通して摂動論は幅広く使用されてきた。摂動論相関法は非専門家によって日常的に使用されている。これは、他の相関法と比較して大きさについての示量性を容易に得られるためである。
摂動論の使用の開始時点で、本法を使用した応用は非縮退多体摂動論（MBPT）に基づいていた。多体摂動論（MBPT）は単一の非縮退スレイター行列式が0次の電子記述を表現できる原子および分子系に対しては合理的な手法である。それゆえに、MBPT法は、単一のスレイター行列式として0次を表現できない原子および分子系、特に励起状態を考慮しない。そのうえ、状態が縮退あるいは近縮退とすると、摂動展開の収束は非常に遅いか、全く収束しない。こういった縮退状態は原子および分子の原子価状態によくある。この制約に対抗するため、完全活性空間自己無撞着場（CASSCF）波動関数と併せて2次の摂動論を実行する試みが存在した。その当時、内部および半内部励起を含む行列要素のために必要な3粒子および4粒子密度行列を計算するのはかなり難しかった。結果は思っていたより期待外れで、通常のCASSCFの結果からほとんどあるいは全く改善がなかった。別の試みが1990年に行われ、ここでは完全に相互作用する空間が1次の波動関数に含められ、0次のハミルトニアンはフォック型1電子演算子から構築された。活性軌道を持たない場合に対しては、フォック型1電子演算子はメラー＝プレセット・ハートリー＝フォック演算子に帰着する。対角フォック演算子は計算機への実装を単純で効果的にするためにも使われた。